# Auguste Guinard
Ne doit pas être confondu avec Auguste Guinnard.
Pour les articles homonymes, voir Guinard.
Auguste Guinard est un homme politique français né le 9 mars 1836 à Londres (Royaume-Uni) et décédé le 8 janvier 1916 à Paris.
Fils de Joseph Guinard, il entre à l'école Polytechnique et en sort ingénieur civil. Il est représentant de la Savoie de 1871 à 1876, siégeant au groupe de la Gauche républicaine.

## Sources
- « Auguste Guinard », dans Adolphe Robert et Gaston Cougny, Dictionnaire des parlementaires français, Edgar Bourloton, 1889-1891 [détail de l’édition]